# Morti nel 2001/Luglio
| Questa pagina contiene informazioni ricavate automaticamente dalle voci biografiche con l'ausilio del template Bio e di un bot. L'aggiornamento è periodico e automatico e ricostruisce completamente la pagina. Se manca una persona in questa lista, sei pregato di non aggiungerla, ma accertati piuttosto che la sua voce biografica contenga il template Bio e che i dati anagrafici siano correttamente compilati. Se il template Bio manca, inseriscilo tu stesso o, in alternativa, metti l'avviso {{tmp\|Bio}} che ne segnala la mancanza. Se i dati riportati sono sbagliati, correggi direttamente la voce biografica; le modifiche saranno visibili in questa lista entro pochi giorni. Per chiarimenti vedi il progetto biografie. La lista contiene solo le 117 persone che sono citate nell'enciclopedia e per le quali è stato implementato correttamente il template Bio. Pagina aggiornata al 18 feb 2025. |

- 1º luglio - Nikolaj Gennadievič Basov, fisico sovietico (n. 1922)
- 1º luglio - Nino Di Salvatore, artista italiano (n. 1924)
- 1º luglio - Pietro Sassu, etnomusicologo e compositore italiano (n. 1939)
- 1º luglio - Hélène de Beauvoir, pittrice francese (n. 1910)
- 2 luglio - Herbert G. Baker, botanico britannico (n. 1920)
- 2 luglio - Ettore Calvi, politico e sindacalista italiano (n. 1907)
- 2 luglio - Giuseppe Di Mauro, liutaio italiano (n. 1932)
- 2 luglio - Jack Gwillim, attore britannico (n. 1909)
- 3 luglio - Delia Derbyshire, compositrice britannica (n. 1937)
- 3 luglio - Lelord Kordel, nutrizionista polacco (n. 1904)
- 3 luglio - Billy Liddell, calciatore scozzese (n. 1922)
- 3 luglio - Mordecai Richler, scrittore e sceneggiatore canadese (n. 1931)
- 3 luglio - Renzo Santini, politico italiano (n. 1929)
- 3 luglio - Paolo Silveri, baritono italiano (n. 1913)
- 5 luglio - Gigliola Aragozzini, attrice e showgirl italiana (n. 1978)
- 5 luglio - Jindřich Brabec, compositore, arrangiatore e musicista cecoslovacco (n. 1933)
- 5 luglio - Hannelore Kohl, tedesca (n. 1933)
- 6 luglio - Carlo Bernasconi, dirigente d'azienda e produttore cinematografico italiano (n. 1943)
- 6 luglio - Jean Dumont, storico francese (n. 1923)
- 6 luglio - Enrique Mateos, calciatore e allenatore di calcio spagnolo (n. 1934)
- 6 luglio - Giovanni Sanna, calciatore, allenatore di calcio e dirigente sportivo italiano (n. 1931)
- 7 luglio - Corrado Bernicchi, calciatore e allenatore di calcio italiano (n. 1926)
- 7 luglio - Longino Di Piazza, calciatore italiano (n. 1920)
- 7 luglio - Viktor Jakušev, hockeista su ghiaccio sovietico (n. 1937)
- 7 luglio - Fred Neil, cantautore statunitense (n. 1936)
- 7 luglio - Toni Pagot, animatore, fumettista e regista italiano (n. 1921)
- 7 luglio - Joe Stulac, cestista canadese (n. 1935)
- 8 luglio - Ernst Baier, pattinatore artistico su ghiaccio tedesco (n. 1905)
- 8 luglio - Christl Haas, sciatrice alpina austriaca (n. 1943)
- 8 luglio - Arrigo Pintonello, arcivescovo cattolico italiano (n. 1908)
- 9 luglio - Pierfranco Colonna, cantante italiano (n. 1945)
- 9 luglio - Arie van Vliet, pistard olandese (n. 1916)
- 10 luglio - Guido Almansi, anglista, scrittore e traduttore italiano (n. 1931)
- 10 luglio - Giulio Gerardi, fondista italiano (n. 1912)
- 10 luglio - Albano Seguri, scultore, pittore e incisore italiano (n. 1913)
- 11 luglio - Herman Brood, cantautore olandese (n. 1946)
- 11 luglio - Aldo Nardi, calciatore italiano (n. 1931)
- 11 luglio - Marco Zanuso, architetto, designer e urbanista italiano (n. 1916)
- 12 luglio - Vlado Dapčević, politico jugoslavo (n. 1917)
- 12 luglio - Juan Nepomuceno Guerra, criminale messicano (n. 1915)
- 12 luglio - Ron Kroon, nuotatore e fotografo olandese (n. 1942)
- 12 luglio - Paul Eugène Magloire, generale e politico haitiano (n. 1907)
- 12 luglio - Johnny Wright, pugile britannico (n. 1929)
- 13 luglio - César López Fretes, allenatore di calcio e calciatore paraguaiano (n. 1923)
- 13 luglio - Luisa Ronchini, cantautrice italiana (n. 1933)
- 14 luglio - Gianbecchina, pittore italiano (n. 1909)
- 14 luglio - Johnny Lax, hockeista su ghiaccio statunitense (n. 1911)
- 15 luglio - Anthony Ian Berkeley, rapper e produttore discografico trinidadiano (n. 1964)
- 15 luglio - Ted Berman, regista, animatore e sceneggiatore statunitense (n. 1919)
- 15 luglio - Marina Știrbei, aviatrice romena (n. 1912)
- 16 luglio - Terry Gordy, wrestler statunitense (n. 1961)
- 16 luglio - Giancarlo Pascale Guidotti Magnani, funzionario italiano (n. 1912)
- 16 luglio - Mario Petrucciani, critico letterario e storico della letteratura italiano (n. 1924)
- 16 luglio - Beate Uhse, imprenditrice e aviatrice tedesca (n. 1919)
- 16 luglio - Morris, fumettista belga (n. 1923)
- 17 luglio - Yehiel De-Nur, scrittore polacco (n. 1909)
- 17 luglio - Tito Foppa Pedretti, imprenditore italiano (n. 1925)
- 17 luglio - Andrea Lo Jacono, funzionario italiano (n. 1911)
- 17 luglio - Katharine Graham, giornalista e editrice statunitense (n. 1917)
- 17 luglio - Heinz Satrapa, calciatore e allenatore di calcio tedesco orientale (n. 1927)
- 17 luglio - Wilhelm Simetsreiter, calciatore tedesco (n. 1915)
- 17 luglio - Sylvia Kuumba Williams, attrice e cantante statunitense (n. 1941)
- 18 luglio - Mimi Fariña, cantautrice e attivista statunitense (n. 1945)
- 18 luglio - Alex Jany, nuotatore e pallanuotista francese (n. 1929)
- 18 luglio - Fabio Taglioni, ingegnere italiano (n. 1920)
- 19 luglio - Miguel Ablóniz, chitarrista e compositore greco (n. 1917)
- 19 luglio - Charles King, pistard britannico (n. 1911)
- 20 luglio - Milt Gabler, produttore discografico statunitense (n. 1911)
- 20 luglio - Carlo Giuliani, attivista italiano (n. 1978)
- 20 luglio - Giulio Pellegrino, calciatore italiano (n. 1915)
- 20 luglio - Gladys Werner, sciatrice alpina statunitense (n. 1933)
- 21 luglio - Antal Bánkuti, cestista ungherese (n. 1923)
- 21 luglio - Steve Barton, attore teatrale e cantante statunitense (n. 1954)
- 21 luglio - Carlo Bo, ispanista, francesista e critico letterario italiano (n. 1911)
- 21 luglio - Alfredo Bravi, presbitero e compositore italiano (n. 1916)
- 21 luglio - Anna Maria Campi, partigiana italiana (n. 1927)
- 21 luglio - Charles Perry, cestista statunitense (n. 1921)
- 22 luglio - Marco Bisceglia, prete italiano (n. 1925)
- 22 luglio - Fanny Brennan, pittrice francese (n. 1921)
- 22 luglio - Marija Gorochovskaja, ginnasta sovietica (n. 1921)
- 22 luglio - Indro Montanelli, giornalista, saggista e scrittore italiano (n. 1909)
- 23 luglio - Renzo Menardi, bobbista e politico italiano (n. 1925)
- 23 luglio - Eudora Welty, scrittrice e fotografa statunitense (n. 1909)
- 24 luglio - Enzo De Toma, attore italiano (n. 1932)
- 25 luglio - Mario Bellagambi, generale, aviatore e militare italiano (n. 1915)
- 25 luglio - Phoolan Devi, politica indiana (n. 1963)
- 25 luglio - Josef Klaus, politico austriaco (n. 1910)
- 25 luglio - Giuseppe Vairo, arcivescovo cattolico italiano (n. 1917)
- 25 luglio - Fahd bin Salman Al Sa'ud, politico e imprenditore saudita (n. 1955)
- 26 luglio - Henry Coston, giornalista, editore e saggista francese (n. 1910)
- 26 luglio - Thomas Khamphan, vescovo cattolico laotiano (n. 1925)
- 26 luglio - Giuseppe Maria Sensi, cardinale e arcivescovo cattolico italiano (n. 1907)
- 27 luglio - Piet Bromberg, hockeista su prato olandese (n. 1917)
- 27 luglio - Rhonda Sing, wrestler canadese (n. 1961)
- 27 luglio - Harold Land, sassofonista statunitense (n. 1928)
- 27 luglio - Giorgio Oliva, politico italiano (n. 1908)
- 27 luglio - Sergio Saviane, scrittore e giornalista italiano (n. 1923)
- 27 luglio - Leon Wilkeson, bassista statunitense (n. 1952)
- 28 luglio - Joan Finney, politica statunitense (n. 1925)
- 28 luglio - Mario Pinna, geografo italiano (n. 1923)
- 29 luglio - Milner Ayala, calciatore paraguaiano (n. 1928)
- 29 luglio - Edward Gierek, politico polacco (n. 1913)
- 29 luglio - Silvio Gori, calciatore italiano (n. 1965)
- 29 luglio - Tommy Millar, calciatore scozzese (n. 1938)
- 29 luglio - Alex Nicol, attore e regista statunitense (n. 1916)
- 29 luglio - Tahir Sinani, militare kosovaro (n. 1964)
- 30 luglio - Pietro Del Buono, calciatore italiano (n. 1911)
- 30 luglio - Ennio Tarantola, aviatore italiano (n. 1915)
- 31 luglio - Poul Anderson, scrittore statunitense (n. 1926)
- 31 luglio - Gianni Corbi, giornalista italiano (n. 1926)
- 31 luglio - Pelageja Danilova, ginnasta sovietica (n. 1918)
- 31 luglio - Silvio Furlani, bibliotecario e storico italiano (n. 1921)
- 31 luglio - Francisco da Costa Gomes, generale e politico portoghese (n. 1914)
- 31 luglio - Franz Hammerl, calciatore tedesco (n. 1919)
- 31 luglio - Simone Jouglas, ceramista francese (n. 1907)
- 31 luglio - John McNicol, pilota automobilistico sudafricano (n. 1942)
- 31 luglio - Federico Francesco di Meclemburgo-Schwerin, nobile tedesco (n. 1910)